# Marcus Valerius Maximus Lactuca
Pour les articles homonymes, voir Valerius Maximus.
Marcus Valerius Maximus Lactuca est un homme politique romain du Ve siècle av. J.-C., consul en 456 av. J.-C.

## Famille
Il est membre des Valerii Maximi, branche patricienne de la gens Valeria. Il est un des petits-fils de Volusus Valerius et le fils de Manius Valerius Volusus Maximus. Son nom complet est Marcus Valerius M'.f. Volusi n. Maximus Lactuca. Son deuxième cognomen est donné sous la forme Lactuca par Diodore de Sicile mais sous la forme Lactucinus par Pline l'Ancien et les Fastes capitolins.

## Biographie

### Questure (458)
En 458 av. J.-C., Marcus Valerius est questeur, avec Titus Quinctius Capitolinus Barbatus. Ils reprennent les accusations portées à l'encontre de Marcus Volscius Fictor par les questeurs de l'année passée. Ces derniers accusent Fictor de faux témoignage lors du procès de Kaeso Quinctius et d'avoir ainsi provoqué sa condamnation.

### Consulat (456)
En 456 av. J.-C., il est élu consul avec Spurius Verginius Tricostus pour collègue,. Leurs mandats se déroulent pendant une période de tension politique entre la plèbe représentée par ses tribuns qui réclament la mise par écrit des droits consulaires via la rogatio Terentilia, et les patriciens qui s'y opposent fermement. Finalement, les patriciens doivent faire des concessions et le tribun Icilius obtient le vote d’une loi, la lex Icilia de Aventino publicando, qui divise l'Aventin en lots constructibles pour le bénéfice de la plèbe.

### Auteurs antiques
- Tite-Live, Histoire romaine, Livre III, 31 sur le site de l'Université de Louvain
- Diodore de Sicile, Histoire universelle, Livre XII, 3 sur le site de Philippe Remacle

### Auteurs modernes
- (en) T. Robert S. Broughton, The Magistrates of the Roman Republic : Volume I, 509 B.C. - 100 B.C., New York, The American Philological Association, coll. « Philological Monographs, number XV, volume I », 1951, 578 p.